# Paranacity
Paranacity est une municipalité brésilienne de la microrégion de Paranavaí dans l'État du Paraná.